# Horní Kramolín
Horní Kramolín (németül Obergramling) Teplá településrésze Csehországban a Karlovy Vary-i kerület Chebi járásában. Központi községétől 4 km-re nyugatra fekszik. A 2001-es népszámlálási adatok szerint 8 lakóháza és 6 lakosa van.